# Ada (Srbsko)
Ada (v srbské cyrilici Ада) је město v severozápadní části Vojvodiny, na severu Srbska. Administrativně spadá pod Severobačský okruh. V roce 2011 mělo město 9564 obyvatel. Město se rozkládá v rovinaté krajině Panonské pánve, na břehu řeky Tisy, za lužním lesem, který jej obklopuje. Protéká ním také Budžský potok (Budžak). Většina obyvatel města (cca 2/3) je maďarské národnosti, druhou nejpočetnější etnickou skupinou zde jsou Srbové.

## Historie
Město bylo poprvé připomínáno v 1694 pod názvem Ostrovo. V roce existovalo 1748 jako sídlo na Vojenské hranici mezi Uherskem a Osmanskou říší. Svůj název má podle ostrova (Ada, podobně jako např. Ada Ciganlija v Bělehradě a je tureckého původu). V témže roce zde žilo 178 osob, většinou hraničníků.
V roce 1854 zachvátil město Ada velký požár, kterému padlo za oběť několik set domů.
V roce 1883 získala Ada od rakousko-uherské monarchie titul města a právo mít vlastní erb. Roku 1908 zde byla postavena elektrárna a o dva roky později získala Ada veřejné elektrické osvětlení.
Roku 1889 byla zavedena do Ady železniční trať, později na ní byla osobní doprava přerušena. 
Do druhé světové války zde žila židovská obec čítající několik set lidí. Válku zde přečkaly jen dvě židovské rodiny.
V roce 2010 byl dokončen silniční most přes řeku Tisu.

## Ekonomika
V Adě již dlouho existuje společnost s názvem Potisje, která vyrábí díly pro strojní zařízení, dále potom firma Agrometal, která se zabývá výrobou součástek pro zemědělské stroje, konzervárna Zora a textilní závod.

## Sport a rekreace
Na břehu řeky se nachází sportovní centrum „Adica“ s otevřeným bazénem, fotbalovým a tenisovým hřištěm a různými dalšími sportovišti.

## Osobnosti
- Mátyás Rákosi (1892–1971), maďarský premiér
- Gábor Szarvas, maďargský lingvista, měl ve městě svoji pamětní desku